# جان نلسون (شناگر)
جان نلسون (به انگلیسی: John Nelson) (زادهٔ ۸ ژوئن ۱۹۴۸) شناگر اهل ایالات متحده آمریکا است.